# Coupe du monde de cricket de 2003
Navigation
Coupe du monde 1999 Coupe du monde 2007
La Coupe du monde de cricket de 2003 fut la huitième édition de la coupe du monde de cricket. Elle s'est jouée du 9 février au 24 mars 2003 en Afrique du Sud, au Zimbabwe et au Kenya. Les 14 équipes engagées disputèrent un total de 54 matchs. Le tournoi a été remporté par l'Australie, qui a battu l'Inde en finale.

## Équipes qualifiées
| Nations test (qualifiées d'office) - Afrique du Sud - Angleterre - Australie - Bangladesh - Inde - Indes occidentales - Nouvelle-Zélande - Pakistan - Sri Lanka - Zimbabwe | Nation ODI (qualifiée d'office) - Kenya Nations qualifiées grâce à l'ICC Trophy - Canada - Namibie - Pays-Bas |

## Déroulement

### Premier tour
Pour le premier tour, les quatorze équipes participantes furent séparées en deux groupes de sept équipes. Les trois premières équipes de chaque poule furent qualifiées pour le Super Six.
| Équipe                                                                    | Pts | J | V | T | D | NR | NRR   |
| ------------------------------------------------------------------------- | --- | - | - | - | - | -- | ----- |
| Australie                                                                 | 24  | 6 | 6 | 0 | 0 | 0  | 2.05  |
| Inde                                                                      | 20  | 6 | 5 | 0 | 1 | 0  | 1.11  |
| Zimbabwe                                                                  | 14  | 6 | 3 | 0 | 2 | 1  | 0.50  |
| Angleterre                                                                | 12  | 6 | 3 | 0 | 3 | 0  | 0.82  |
| Pakistan                                                                  | 10  | 6 | 2 | 0 | 3 | 1  | 0.23  |
| Pays-Bas                                                                  | 4   | 6 | 1 | 0 | 5 | 0  | -1.45 |
| Namibie                                                                   | 0   | 6 | 0 | 0 | 6 | 0  | -2.96 |
| Légende : Points - Victoires - Ties - Défaites - No Result - Net Run Rate |     |   |   |   |   |    |       |

| Équipe                                                                    | Pts | J | V | T | D | NR | NRR   |
| ------------------------------------------------------------------------- | --- | - | - | - | - | -- | ----- |
| Sri Lanka                                                                 | 18  | 6 | 4 | 1 | 1 | 0  | 1.20  |
| Kenya                                                                     | 16  | 6 | 4 | 0 | 2 | 0  | -0.69 |
| Nouvelle-Zélande                                                          | 16  | 6 | 4 | 0 | 2 | 0  | 0.99  |
| Afrique du Sud                                                            | 14  | 6 | 3 | 1 | 2 | 0  | 1.73  |
| Indes occidentales                                                        | 14  | 6 | 3 | 0 | 2 | 1  | 1.10  |
| Canada                                                                    | 4   | 6 | 1 | 0 | 5 | 0  | -1.99 |
| Bangladesh                                                                | 2   | 6 | 0 | 0 | 5 | 1  | -2.05 |
| Légende : Points - Victoires - Ties - Défaites - No Result - Net Run Rate |     |   |   |   |   |    |       |

### Super Six
Les six nations qualifiées à l'issue du premier tour jouent le Super Six : une poule unique dans laquelle chaque équipe ne rencontre que les trois équipes qu'elle n'a pas affronté au premier tour. Les points accumulés au premier tour face aux autres équipes qualifiées comptent.
Les quatre équipes les mieux classées à l'issue du Super Six sont qualifiées pour les demi-finales.
| Équipe                                                                    | Pts | J | V | T | D | NR | NRR   |
| ------------------------------------------------------------------------- | --- | - | - | - | - | -- | ----- |
| Australie                                                                 | 18  | 5 | 5 | 0 | 0 | 0  | 1.85  |
| Inde                                                                      | 16  | 5 | 4 | 0 | 1 | 0  | 0.89  |
| Kenya                                                                     | 16  | 5 | 3 | 0 | 2 | 0  | 0.35  |
| Sri Lanka                                                                 | 14  | 5 | 2 | 0 | 3 | 0  | -0.84 |
| Nouvelle-Zélande                                                          | 14  | 5 | 1 | 0 | 4 | 0  | -0.90 |
| Zimbabwe                                                                  | 4   | 5 | 0 | 0 | 5 | 0  | -1.25 |
| Légende : Points - Victoires - Ties - Défaites - No Result - Net Run Rate |     |   |   |   |   |    |       |

### Tableau final
|  | Demi-finales                                                      | Demi-finales                                                      |           |       | Finale                                                    | Finale                                                    |
|  | Demi-finales                                                      | Demi-finales                                                      |           |       | Finale                                                    | Finale                                                    |
|  |                                                                   |                                                                   |           |       |                                                           |                                                           |
|  | 18 mars - Sahara Oval St George's, Port Elizabeth, Afrique du Sud | 18 mars - Sahara Oval St George's, Port Elizabeth, Afrique du Sud |           |       | 23 mars - Wanderers Stadium, Johannesburg, Afrique du Sud | 23 mars - Wanderers Stadium, Johannesburg, Afrique du Sud |
|  | 18 mars - Sahara Oval St George's, Port Elizabeth, Afrique du Sud | 18 mars - Sahara Oval St George's, Port Elizabeth, Afrique du Sud |           |       | 23 mars - Wanderers Stadium, Johannesburg, Afrique du Sud | 23 mars - Wanderers Stadium, Johannesburg, Afrique du Sud |
|  | 1 Australie                                                       | 212/7                                                             |           |       | 23 mars - Wanderers Stadium, Johannesburg, Afrique du Sud | 23 mars - Wanderers Stadium, Johannesburg, Afrique du Sud |
|  | 1 Australie                                                       | 212/7                                                             |           |       | 23 mars - Wanderers Stadium, Johannesburg, Afrique du Sud | 23 mars - Wanderers Stadium, Johannesburg, Afrique du Sud |
|  | 4 Sri Lanka                                                       | 123/7                                                             |           |       | 23 mars - Wanderers Stadium, Johannesburg, Afrique du Sud | 23 mars - Wanderers Stadium, Johannesburg, Afrique du Sud |
|  | 4 Sri Lanka                                                       | 123/7                                                             | Australie | 359/2 |                                                           |                                                           |
|  | 20 mars - Sahara Stadium Kingsmead, Durban, Afrique du Sud        |                                                                   | Australie | 359/2 |                                                           |                                                           |
|  |                                                                   | Inde                                                              | 234       |       |                                                           |                                                           |
|  | 2 Inde                                                            | Inde                                                              | 234       | 270/4 |                                                           |                                                           |
|  | 2 Inde                                                            |                                                                   |           | 270/4 |                                                           |                                                           |
|  | 3 Kenya                                                           | 179                                                               |           |       |                                                           |                                                           |
|  | 3 Kenya                                                           | 179                                                               |           |       |                                                           |                                                           |